# Léonie Pernet
Pour les articles homonymes, voir Pernet.
Léonie Pernet, née le 13 janvier 1989 à Châlons-en-Champagne, est une autrice-compositrice-interprète et multi-instrumentiste française.

## Biographie
Après un cursus en percussions classiques au conservatoire de Reims, Léonie Pernet joue de la batterie pour Yuksek et mixe dans différentes soirées. En 2014, elle publie son premier EP Two of Us puis est soutenue par le Fonds d'action et d'initiative rock en 2015. Fin 2017, sa voix accompagne le titre Sunken sur un single de Scratch Massive, avec celle de Maud Jeffray. Pendant les quatre années suivant son EP, elle travaille à son premier album, Crave, qui sort finalement le 21 septembre 2018,.
Parmi les titres de cet album, la chanson Auaati est remixée sur un EP publié en mars 2019. Par la suite, Crave est récompensé d'un Out d'or dans la catégorie Coup d'éclat artistique, que la musicienne reçoit au mois de juin, suivi en juillet par la sortie d'un 4 titres composé de remixes du morceau Butterfly, issu de son premier album. En novembre, elle publie The Craving Tape, un nouvel EP avec des versions chorales de certains morceaux de Crave et avec des morceaux inédits comme Les pères pleurent en écho.
En octobre 2021, elle signe les musiques originales de la série H24 diffusée sur Arte dans laquelle elle apparaît aussi. En novembre suivant, elle publie son deuxième album, Le Cirque de Consolation, pour lequel elle a travaillé avec Jean-Sylvain Le Gouic du groupe Juveniles. Après plusieurs expériences dans l'audiovisuel, elle continue la composition pour ce secteur en signant également la musique du film Brûler pour briller de Patricia Allio, sorti en 2023. Cette même année paraît un album de Lucie Antunes, Carnaval, auquel Léonie Pernet a participé.
En octobre 2024, elle publie Réparer le monde avec aux choeurs Clara Ysé, chanson extraite de son prochain album, à paraître en 2025. Elle donne un concert à la Philharmonie de Paris le 14 novembre 2024,.
En mai 2025, elle participe au festival de Cannes en tant que membre du jury pour la Queer Palm. Le 6 juin suivant, son album Poèmes Pulvérisés est publié. À son retour d'un voyage en quête de sa famille paternelle au Niger, Léonie Pernet découvre un vers du poète et résistant René Char : « J'ai pris ma tête comme on saisit une motte de sel et je l'ai littéralement pulvérisée », qui la mène au recueil Le Poème pulvérisé dont est inspiré le nom de l'album et dont le poème Argument est lu par Louise Chevillotte dans le morceau d'ouverture ; inspiration poétique déjà présente dans Les chants de Maldoror sur son précédent album, référence à l'oeuvre du même nom. Les onze titres de son troisième album aux sonorités métissées, questionnent et transportent le public dans une musique électronique et pop, qui semble vouloir chanter l'espérance face à un monde au bord du chaos.